# Супутники Юпітера

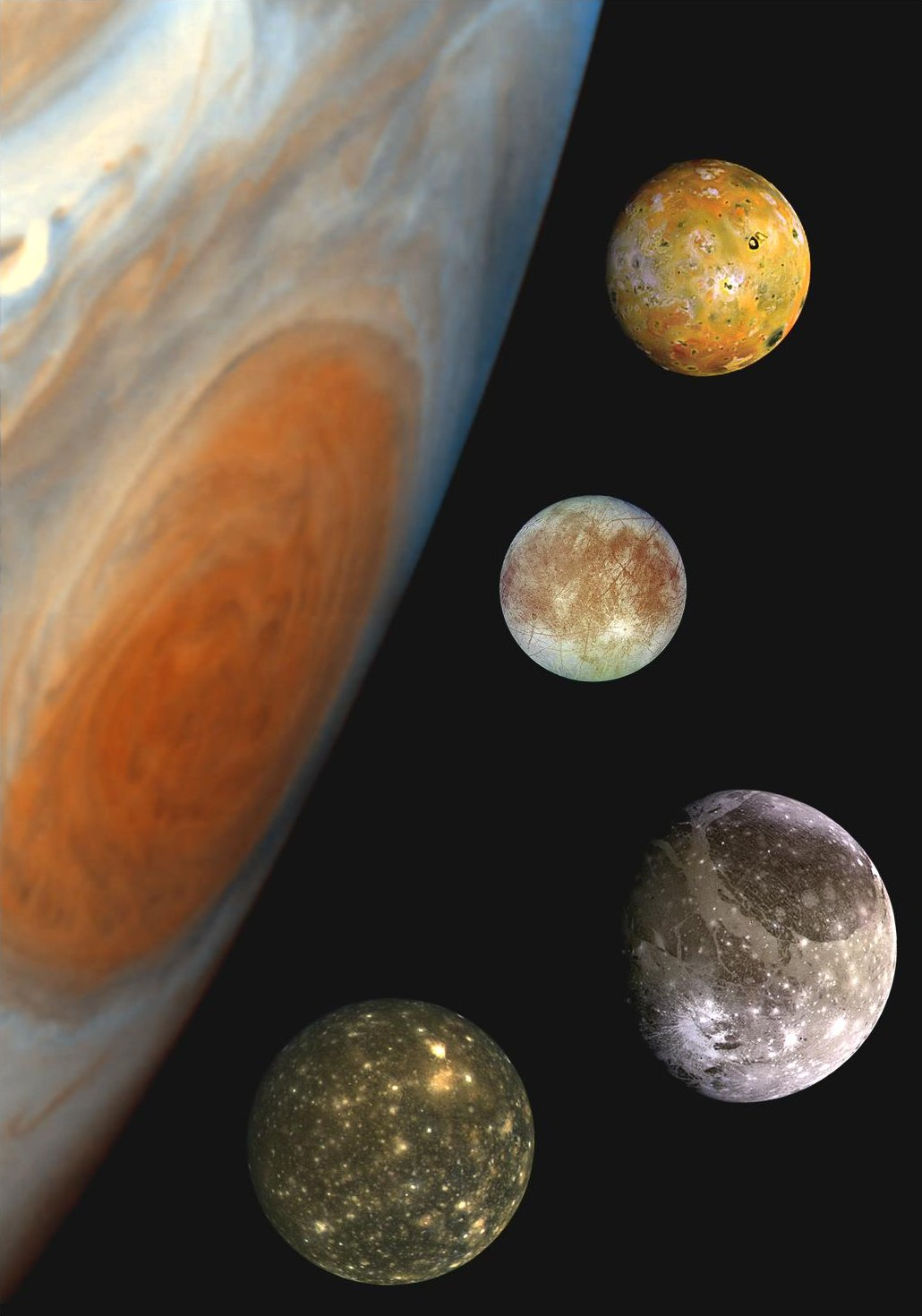
Юпітер і Галілеєві супутники (згори вниз): Іо, Європа, Ганімед, Каллісто

Супутників Юпітера з підтвердженими орбітами відомо 95 (станом на 5 лютого 2024 року). Це число не включає численні мінісупутники метрового розміру та сотні можливих зовнішніх нерегулярних супутників кілометрового розміру, які не вдалося відстежувати достатній час для надійного визначення орбіти. Кожні кілька років публікують відкриття нових супутників. Очікується, що Юпітер має близько 100 нерегулярних супутників розміром понад 1 км. Наймасивнішими є чотири Галілеєві супутники Юпітера (Іо, Європа, Ганімед і Каллісто), які були відкриті Галілео Галілеєм в 1610 році і стали першими відкритими супутниками в інших планет Сонячної системи. Починаючи з 1892 року були виявлені десятки набагато менших супутників Юпітера, які отримали імена, пов'язані з римським богом Юпітером або його грецьким еквівалентом Зевсом, найчастіше на честь його коханок або дочок. З 87 відомих нерегулярних супутників Юпітера 38 ще не отримали офіційної назви.
Вісім супутників Юпітера є регулярними, вони мають проградні та майже колові орбіти, не сильно нахилені відносно екваторіальної площини Юпітера. Через свою велику масу Галілеєві супутники майже сферичні. Інші чотири регулярні супутники, відомі як внутрішні супутники, набагато менші та ближчі до Юпітера. Вони служать джерелами пилу, з якого утворюються кільця планети. Решта супутників Юпітера є зовнішніми нерегулярними супутниками. Їхні проградні й ретроградні орбіти розташовані набагато далі від Юпітера та мають високі нахили та ексцентриситети. Найбільші з них, ймовірно, є астероїдами, захопленими гравітацією Юпітера.
Фізичні та орбітальні характеристики супутників дуже різні. Діаметри кожного з чотирьох Галілеєвих супутників перевищує 3100 км, а найбільший з них, Ганімед, є дев'ятим за величиною об'єктом у Сонячній системі після Сонця та семи планет, — він навіть більший за Меркурій. Діаметри решти супутників менші за 250 км, найчастіше — всього кілька кілометрів. Галілеєві супутники значно перевищують за розмірами й масами інші супутники Юпітера: решта 91 відомий супутник і кільця разом узяті становлять лише 0,003 % загальної маси тіл на орбітах навколо Юпітера. Форми орбіт супутників коливаються від майже ідеально колових до дуже витягнутих та сильно нахилених, і багато з них обертаються в напрямку, протилежному до обертання Юпітера. Періоди обертання становлять від семи годин (швидше, ніж обертання Юпітера навколо своєї осі) до майже трьох земних років.

## Походження та еволюція

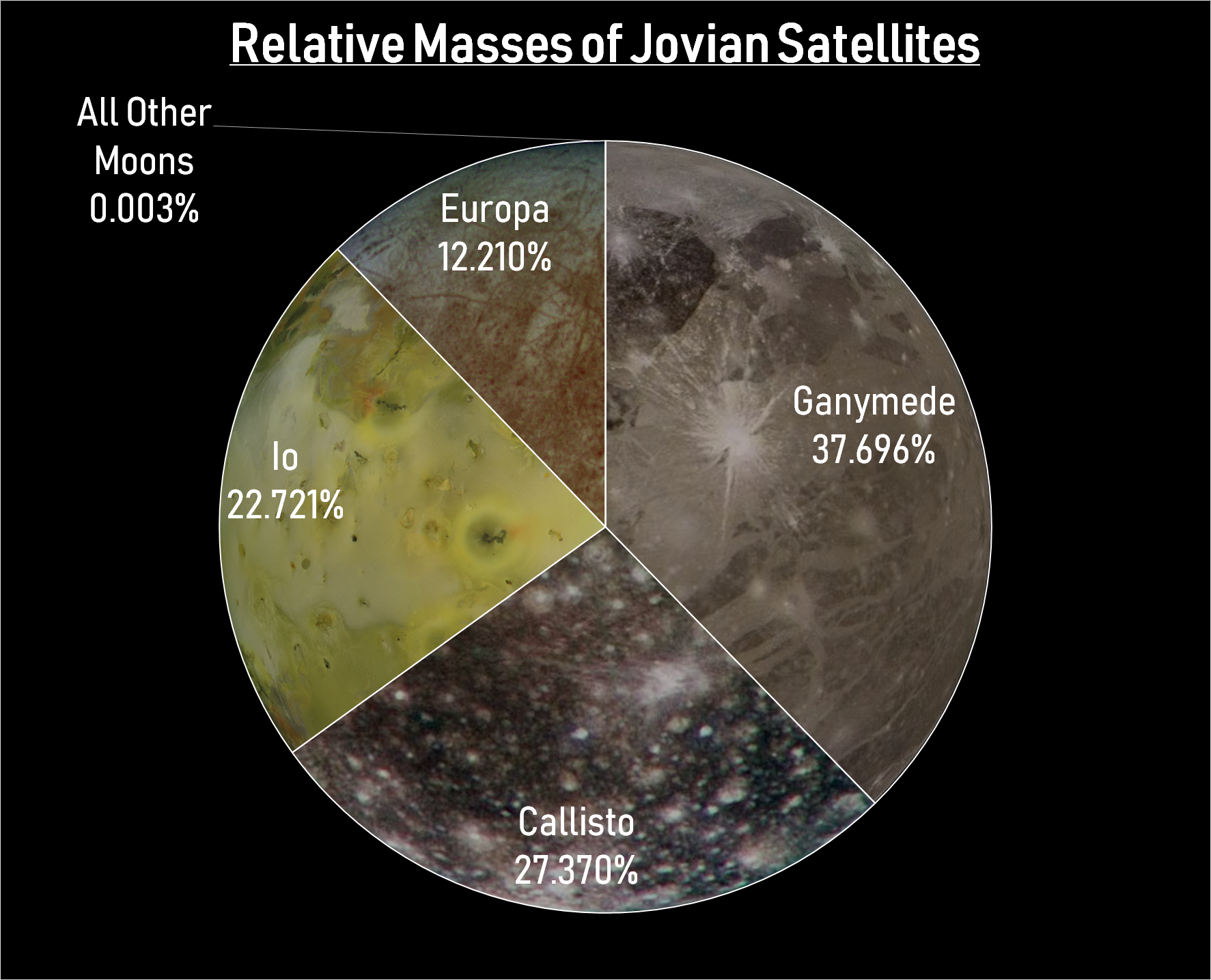
Відносні маси супутників Юпітера. Супутники, менші за Європу, не видно в цьому масштабі: їх можна було б побачити лише при 100-кратному збільшенні.

Вважається, що регулярні супутники Юпітера утворилися з навколопланетного газово-пилового диска, аналогічного протопланетному диску навколо Сонця, з якого утворилися планети. На початку історії Юпітера могло утворитись близько 10 супутників з масами приблизно як у галілеєвих супутників, і теперішні супутники можуть бути їхніми залишками. Чисельні моделювання показують, що цей навколопланетний диск мав відносно велику масу, і з часом через нього пройшла значна частка маси Юпітера (кілька десятків відсотків). Утворення нинішніх супутників потребувало б лише 2 % маси протопланетного диска.
У ранній історії Юпітера могло існувати кілька поколінь супутників з масами порядку мас галілеєвих супутників. Кожне з них могло з часом падати на Юпітер через взаємодію з диском, а нові супутники утворювалися з нового матеріалу, захопленого з навколосонячного диска. До моменту формування нинішнього (можливо, п'ятого) покоління супутників диск розсіявся настільки, що вже не змушував супутники падати на Юпітер, однак вони продовжували зазнавати збурень. Іо, Європа та Ганімед потрапили в орбітальний резонанс 1:2:4, і це допомогло стабілізувати їхні орбіти. Більша маса Ганімеда означає, що він мігрував всередину швидше, ніж Європа та Іо. Припливна дисипація енергії в системі Юпітера все ще триває, і Каллісто, ймовірно, потрапить у резонанс приблизно через 1,5 мільярда років, створивши ланцюжок 1:2:4:8.
Вважається, що зовнішні нерегулярні супутники походять від астероїдів, захоплених, коли навколопланетний диск все ще був достатньо масивним, щоб поглинути більшу частину їхнього імпульсу й таким чином захопити їх на орбіту. Багато з них, ймовірно, були розбиті механічними навантаженнями під час захоплення або пізнішими зіткненнями з іншими малими тілами, утворивши супутники, які ми бачимо тепер.

## Історія спостережень

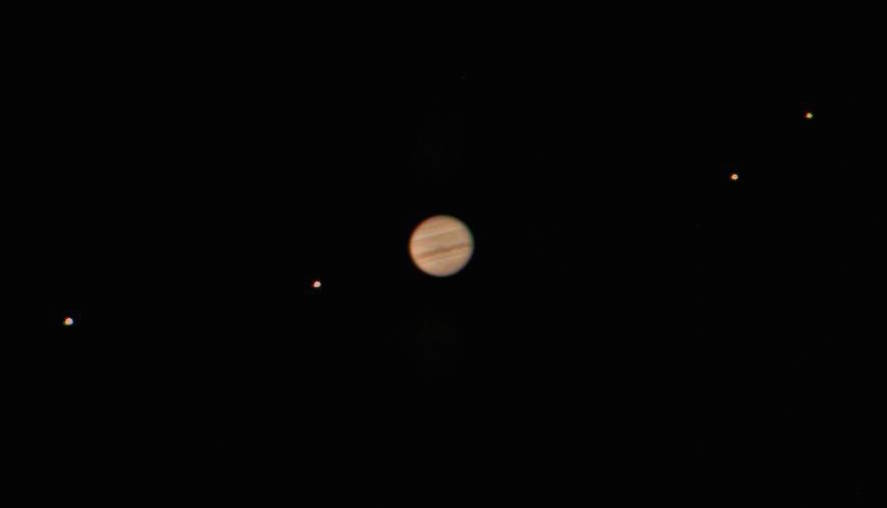
Вигляд Юпітера і Галілеєвих супутників у 25-сантиметровий телескоп

### Візуальні спостереження
1609 року Галілео Галілей спостерігав за Юпітером у телескоп та побачив деякі з його супутників. До січня 1610 року за допомогою телескопа з 20-кратним збільшенням він побачив усі чотири Галілеєві супутники, і опублікував свої результати в березні 1610 року.
На першість у відкритті супутників претендував також німецький астроном Симон Маріус, який відкрив супутники через день після Галілея. Свою книгу на цю тему він опублікував лише в 1614 році. Назви супутників Іо, Європа, Ганімед та Каллісто дав саме Маріус.
Жодних нових супутників не було виявлено, поки Едвард Барнард не відкрив Амальтею в 1892 році.

### Фотографічні та космічні спостереження

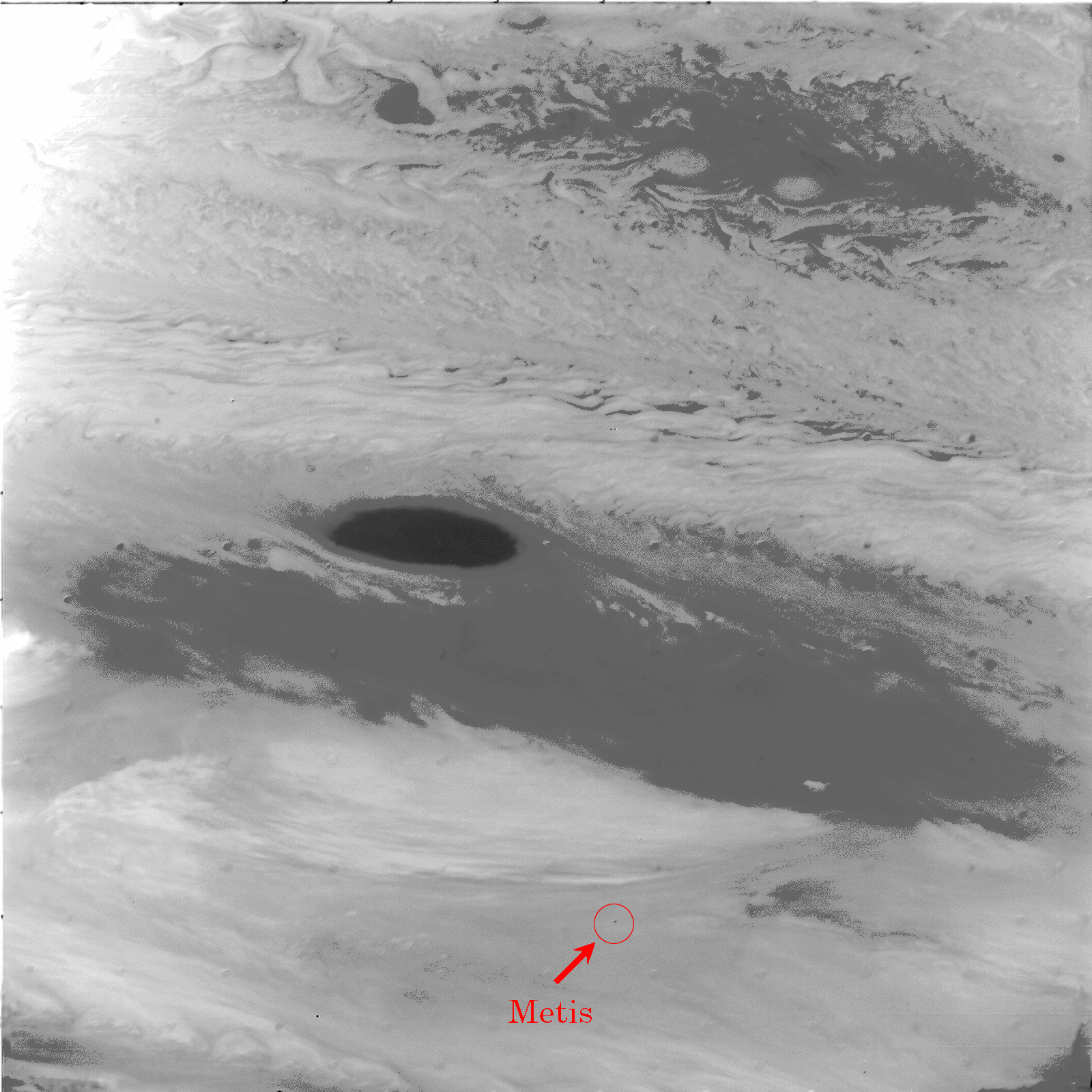
Відкриття «Вояджером-1» внутрішнього супутника Метіди 4 березня 1979 року, на якому видно крихітний силует супутника на тлі хмар Юпітера

На початку і в середині XX століття нові супутники відкривали за допомогою телескопічних фотографій на фотопластинки. Гімалію відкрили в 1904 році, Елару в 1905, Пасіфе в 1908, Сінопе в 1914, Лісітею і Карме в 1938, Ананке в 1951, Леду в 1974 році.
До того, як космічні зонди «Вояджер» досягли Юпітера в 1979 році, було відомо тринадцять супутників, не рахуючи Фемісто, який спостерігався в 1975 році, але був втрачений до 2000 року через недостатність спостережних даних. У 1979 році космічний корабель «Вояджер» виявив ще три внутрішні супутники: Метіду, Адрастею та Тебу.

### Цифрові телескопічні спостереження
У наступні 20 років після «Вояджерів» нові супутники не спостерігались. Нарешті, в жовтні 1999 року проєкт Spacewatch випадково відкрив Каллірое. У 1990-х роках телескопи перейшли з фотопластинок на цифрові ПЗЗ-камери, які дозволяли ширококутні огляди неба з безпрецедентною чутливістю та зробили можливими відкриття багатьох нових супутників.
Скотт Шеппард, тогочасний аспірант Девіда Джуїтта, використовуючи ПЗЗ-камери 2,2-метрового телескопа UH88 в обсерваторії Мауна-Кеа та автоматизовані комп'ютерні алгоритми, у листопаді 2000 року відкрив одинадцять нових нерегулярних супутників Юпітера, включаючи раніше втрачену Фемісто. В наступні роки група Шеппарда і Джуїтта і незалежна від них група Бретта Гладмана, працюючи на телескопі CFHT, виявили десятки нових супутників. В результаті у 2000—2004 роках кількість відомих супутників Юпітера зросла з 17 до 63. Нові супутники були тьмяними й малими, із видимими зоряними величинами 22–23 і діаметрами менш ніж 10 км. Багато з них не вдалось надійно відстежити, і вони загубилися. У 2010 році Майк Александерсен, Марина Брозович, Бретт Гладман, Роберт Джейкобсон і Крістіан Вейлет за допомогою CFHT і телескопа Гейла виявили два нові нерегулярні супутники.
Найбільше супутників Юпітера відкрив Скотт Шеппард, працюючи на телескопі Віктора Бланко й телескопі Субару, іноді у співпраці з Чедвіком Трухільо та Девідом Толеном. Загалом Шеппард є відкривачем або співвідкривачем понад 70 супутників Юпітера (близько 3/4 всіх відомих супутників). Шеппард та його команда продовжують відстежувати нові супутники Юпітера, щоб підтвердити їхні орбіти, але поки не оголошують про відкриття.
Очікується, що в майбутньому будуть відкриті ще багато нерегулярних супутників Юпітера, особливо після початку глибоких оглядів неба обсерваторією Вери Рубін і Космічним телескопом Ненсі Грейс Роман у середині 2020-х років.

## Назви

Галілеєві супутники навколо Юпітера
Юпітер·
Іо·
Європа·
Ганімед·
Каллісто

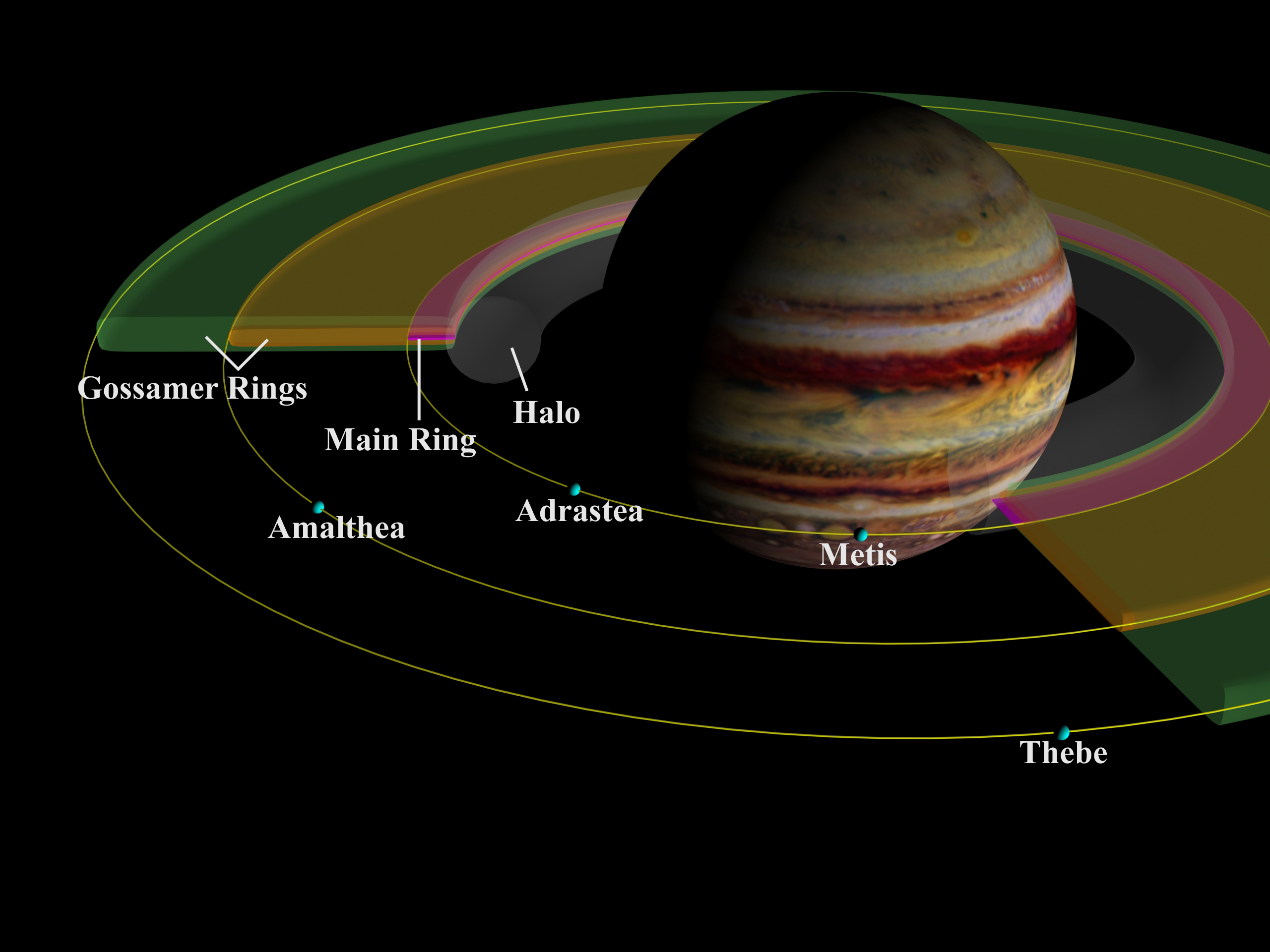
Орбіти внутрішніх супутників Юпітера в межах його кілець

Сам Галілей у 1610 році пропонував назвати Галілеєві супутники «Медічейськими зорями» на честь його покровителя великого герцога Тосканського Козімо Медічі, однак більшої популярності набули назви Іо, Європа, Ганімед і Каллісто, запропоновані в 1614 році Симоном Маріусом за порадою Йоганна Кеплера. Галілей відмовлявся використовувати назви Маріуса й позначав супутники у своїх нотатках числами I, II, III і IV. До XX століття назви Маріуса втратили популярність, і супутники називали «Юпітер I» або «перший супутник Юпітера», «Юпітер II» або «другий супутник Юпітера» тощо. Назви Іо, Європа, Ганімед і Каллісто знову стали популярними в середині XX століття, але решта супутників залишалися без назв і зазвичай нумерувалися римськими цифрами від V й далі. Юпітер V, відкритий у 1892 році, з ініціативи французького астронома Каміля Фламмаріона стали називати Амальтея, але ця назва тривалий час залишалась неофіційною.
Переважна більшість супутників позначалися римськими цифрами в астрономічних джерелах до 1970-х років. Було висунуто кілька різних пропозицій щодо назв зовнішніх супутників Юпітера, але жодна з них довгий час не була загальновизнаною. Лише 1975 року робоча група Міжнародного астрономічного союзу з номенклатури зовнішньої Сонячної системи надала назви супутникам V—XIII і передбачила формальний процес присвоєння назв майбутнім супутникам. Супутники стали називати іменами коханок і фаворитів бога Юпітера (Зевса), а з 2004 року — також іменами їхніх нащадків. Усі супутники Юпітера, починаючи з XXXIV (Евпоріе), названі на честь нащадків Юпітера чи Зевса, крім LIII (Дія), названої на честь коханки Юпітера. Назви, що в латинській формі запису закінчуються на «a» або «o», використовуються для нерегулярних супутників на проградних орбітах («o» — для орбіт із великим нахилом), а назви, що закінчуються на «e», використовуються для нерегулярних з ретроградним обертанням. З відкриттям невеликих супутників кілометрового розміру навколо Юпітера Міжнародний астрономічний союз встановив додаткове обмеження: не присвоювати назв супутникам з абсолютною зоряною величиною понад 18 або діаметром менше ніж 1 км. Деякі з нещодавно підтверджених супутників не отримали назв.
Існують астероїди із тими самими назвами, що й супутники Юпітера: 9 Метіда, 38 Леда, 52 Європа, 85 Іо, 113 Амальтея, 239 Адрастея. Ще два астероїди в українській мові мають такі ж назви, що й супутники Юпітера, однак в англійській мові Міжнародний астрономічний союз спеціально встановив для них різне написання: супутник Ганімед (Ganymede) і астероїд 1036 Ганімед (Ganymed), супутник Каллісто (Callisto) та астероїд 204 Каллісто (Kallisto).

## Групи

Орбіти непостійних супутників Юпітера і їх розподіл на групи: за великою піввіссю (горизонтальна вісь у гігаметрах); за нахилом орбіти (вертикальна вісь); і за орбітальним ексцентриситетом (жовті лінії). Відносні розміри показано кружечками

### Регулярні супутники
Регулярні супутники мають проградні та майже колові орбіти з низьким нахилом і поділяються на дві групи:
- Внутрішні супутники або група Амальтеї: Метіда, Адрастея, Амальтея і Теба. Їхні орбіти дуже близькі до Юпітера. Метіда й Адрастея обертаються по орбіті менше ніж за юпітеріанський день. Амальтея і Теба є п'ятим і сьомим за розмірами супутниками Юпітера. Спостереження вказують, що принаймні найбільший із внутрішніх супутників, Амальтея, утворився не на теперішній орбіті, а далі від планети, або є захопленим тілом Сонячної системи, яке утворилось окремо від Юпітера[44]. Чотири внутрішні супутники, а також ряд поки ще не відкритих дрібніших супутників, втрачають речовину з поверхні, поповнюючи матеріалом кільця Юпітера. Метіда й Адрастея допомагають підтримувати головне кільце Юпітера, а Амальтея й Теба підтримують власні слабкі зовнішні кільця[45][46].

- Основна група або Галілеєві супутники: Іо, Європа, Ганімед і Каллісто. Їхні радіуси більші за радіус будь-якої карликової планети, а Ганімед перевершує за діаметром навіть планету Меркурій. Вони є четвертим, шостим, першим і третім за розмірами природними супутниками в Сонячній системі й сукупно містять у собі 99,997 % усієї маси на орбіті навколо Юпітера. Сам Юпітер у 5000 разів важчий за Галілеєві супутники[к 1]. Іо, Європа і Ганімед перебувають в орбітальному резонансі 1:2:4. Теоретичні моделі припускають, що Галілеєві супутники утворилися внаслідок повільної акреції в дископодібній газовопиловій субтуманності, яка існувала в протопланетному диску навколо новоутвореного Юпітера. Процес їхнього утворення тривав до 10 мільйонів років (для Каллісто)[47]. Вважається, що в Європі, Ганімеді та Каллісто є підповерхневі водні океани[48][49], а на Іо може бути підповерхневий магматичний океан[50].

### Нерегулярні супутники

Зовнішні супутники Юпітера і їх орбіти з сильним нахилом

Нерегулярні супутники є значно меншими об'єктами з більш віддаленими та ексцентричними орбітами. Вони утворюють групи зі схожими параметрами орбіт (велика піввісь, нахил, ексцентриситет) і складом. Вважається, що деякі з цих груп утворились у зіткненнях більших батьківських тіл з астероїдами, захопленими гравітаційним полем Юпітера. Групи отримують назви за іменами найбільших супутників, які в них входять. Розбиття супутників на групи є попереднім, але зазвичай виділяють такі групи:
- Проградні супутники:

- Фемісто є внутрішнім нерегулярним супутником і не входить до жодної відомої групи.
- Група Гімалії містить супутники з великою піввіссю від 11 до 12 млн км, нахилом орбіти в діапазоні 27—29° й орбітальним ексцентриситетом в межах від 0,12—0,21. Припускають, що група може бути залишком розпаду астероїда, що прибув з головного поясу астероїдів.
- Група Карпо включає два відомі супутники з високим нахилом орбіти 50° і великими півосями в межах 16-17 млн км. Завдяки своїм великим нахилам ці супутники піддаються гравітаційним збуренням через резонанс Лідова–Козаї, який змушує їхні ексцентриситети та нахили періодично коливатися у відповідності один з одним. Резонанс Лідова-Козаї може значно змінювати орбіти цих супутників: наприклад, ексцентриситет і нахил Карпо можуть коливатися в межах 0,19-0,69 і 44-59° відповідно.
- Валетудо є найдальшим проградним супутником і не входить до жодної відомої групи. Його проградна орбіта перетинається з кількома ретроградними супутниками, що в майбутньому може призвести до зіткнення супутників.

- Ретроградні супутники:

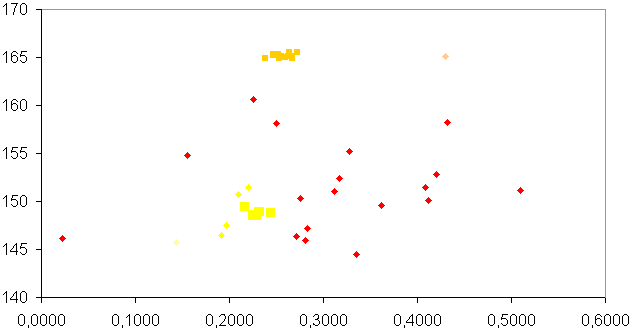
Ретроградні супутники: нахил орбіти (°) vs ексцентриситет, з позначеними групами Карме (помаранчевий) і Ананке (жовтий)

- Група Карме містить супутники з великою піввіссю від 22 до 24 млн км, з нахилом орбіти в діапазоні від 164 до 166° й орбітальним ексцентриситетом в межах від 0,25 до 0,28. Клас дуже однорідний за кольором (світло-червоний). Вважається, що його члени утворилися в результаті подрібнення астероїда типу D, можливо, троянця Юпітера.
- Група Ананке містить супутники з більшим, ніж в інших групах, діапазоном параметрів, для великої півосі приблизно від 19 до 22 млн км, нахилами орбіт від 144° і 156° й ексцентриситетом від 0,09 до 0,25. Більшість членів групи мають сірі кольори. Вважається, що група сформувалась з уламків астероїда, захопленого гравітацією Юпітера.
- Група Пасіфе досить розсіяна: її члени мають великі півосі від 22 до 25 млн км, нахили орбіт в діапазоні 141—157° й ексцентриситети в межах 0,23-0,44. Кольори різноманітні, від червоного до сірого, що може бути результатом зіткнень кількох різних тіл. Інколи Сінопе відносять до групи Пасіфе. Цей супутник червоний, і через різницю в нахилі орбіти можна стверджувати, що він був захоплений окремо від інших супутників цієї групи. Пасіфе й Сінопе перебувають у віковому резонансі.

Оцінюють, що в Юпітера повинно бути близько 100 нерегулярних супутників, яскравіших за 24 зоряну величину (діаметр понад 1 км):4, і близько 600 нерегулярних супутників, яскравіших за зоряну величину 25,7:6. Ймовірно, вже відкриті всі нерегулярні супутники, яскравіші за зоряну величину 23,2 (діаметр понад 3 км):6:4.

## Список

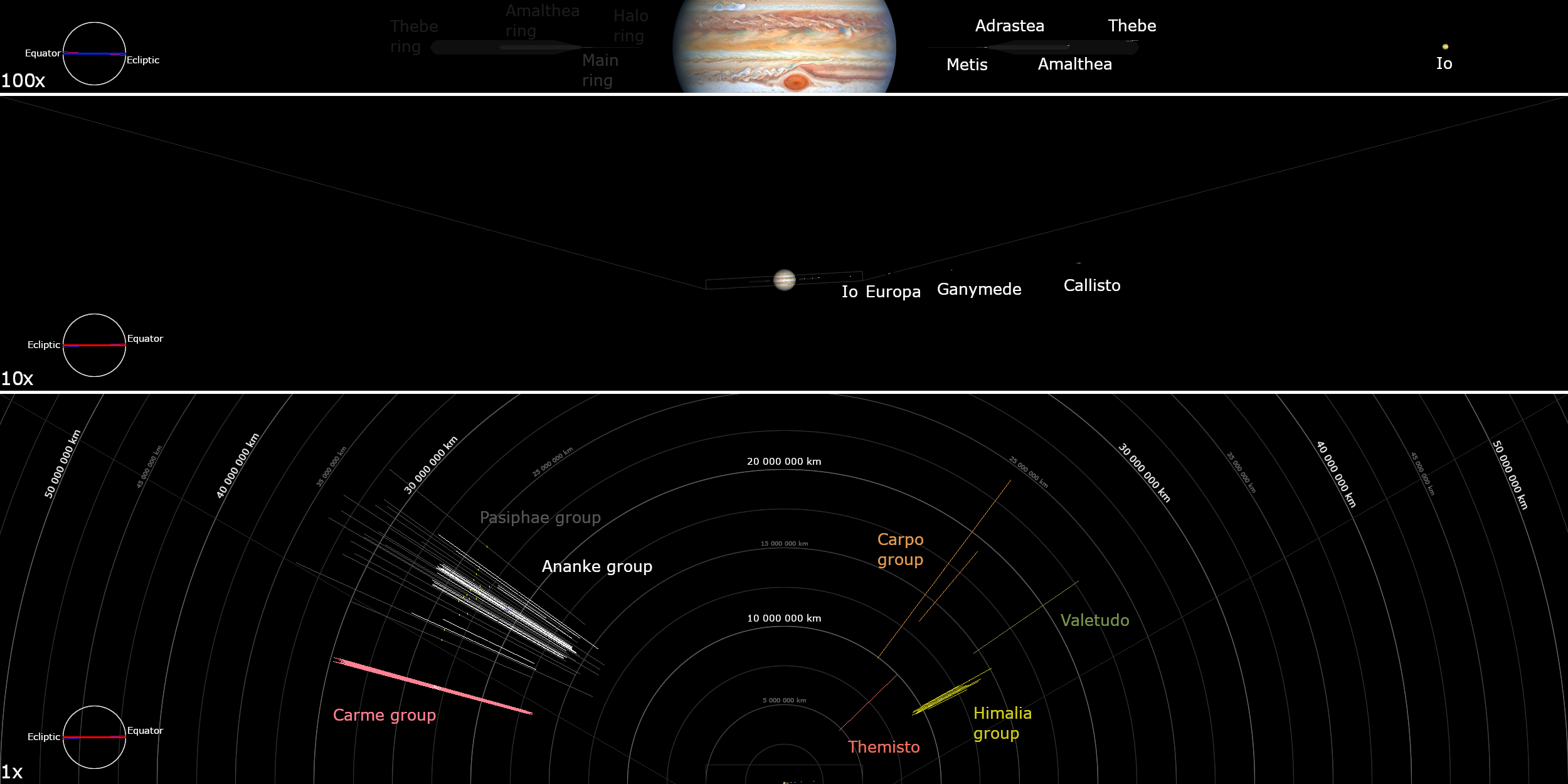
Діаграма радіусів та нахилів орбіт для кілець та супутників Юпітера в різних масштабах.

Супутники Юпітера перераховані нижче за орбітальним періодом. Напівжирним шрифтом виділено чотири Галілеєві супутники, достатньо масивні, щоб їхня поверхня набула сферичної форми, розміри яких близькі до розмірів Місяця. Інші супутники набагато менші: найменший Галілеїв супутник у понад 7000 разів масивніший за найбільший з решти. Нерегулярні проградні супутники позначені світло-сірим і помаранчевим кольорами, а ретроградні — жовтим, червоним і темно-сірим.
Орбіти нерегулярних супутників сильно змінюються протягом короткого періоду через планетарні та сонячні збурення, тому для їх опису краще використовувати власні орбітальні елементи, усереднені за певний період часу. Власні орбітальні елементи нерегулярних супутників, перелічені в таблиці, усереднені за 400 років та можуть сильно відрізнятися від оскулюючих орбітальних елементів, наведених в інших джерелах. Для нещодавно відкритих нерегулярних супутників, для яких поки що немає опублікованих власних елементів, надані оскулюючі орбітальні елементи; вони виділені курсивом, щоб відрізнятися від нерегулярних супутників з власними орбітальними елементами. Власні орбітальні елементи нерегулярних супутників наведено на епоху 1 січня 2000 року.
За деякими нерегулярними супутниками спостерігали лише короткий час протягом року або двох, але їхні орбіти відомі достатньо точно, щоб вони вже не були втрачені.
| Позначення          | Позначення          | Позначення    | Позначення    | Позначення  | Позначення     | Позначення   | Позначення  | Позначення   |
| ------------------- | ------------------- | ------------- | ------------- | ----------- | -------------- | ------------ | ----------- | ------------ |
| Внутрішні супутники | Галілеєві супутники | Група Фемісто | Група Гімалії | Група Карпо | Група Валетудо | Група Ананке | Група Карме | Група Пасіфе |

| №       | Назва       | Зображення | Абс. зор. вел. | Діаметр (км)                 | Маса (× 1016 кг) | Велика піввісь (км) | Період обертання (д)      | Нахил орбіти (°) | Ексцентриситет | Рік відкриття | Відкривач                     | Група      |
| ------- | ----------- | ---------- | -------------- | ---------------------------- | ---------------- | ------------------- | ------------------------- | ---------------- | -------------- | ------------- | ----------------------------- | ---------- |
| XVI     | Метіда      |            | 10,5           | 43 (60 × 40 × 34)            | ≈ 3,6            | 128000              | +0,2948 (+7год 04хв 29с)  | 0,060            | 0,0002         | 1979          | Сіннот (Вояджер-1)            | Внутрішній |
| XV      | Адрастея    |            | 12,0           | 16,4 (20 × 16 × 14)          | ≈ 0,20           | 129000              | +0,2983 (+7год 09хв 30с)  | 0,030            | 0,0015         | 1979          | Джевіт (Вояджер-2)            | Внутрішній |
| V       | Амальтея    |            | 7,1            | 167 (250 × 146 × 128)        | 208              | 181400              | +0,4999 (+11год 59хв 53с) | 0,374            | 0,0032         | 1892          | Барнард                       | Внутрішній |
| XIV     | Теба        |            | 9,0            | 98,6 (116 × 98 × 84)         | ≈ 43             | 221900              | +0,6761 (+16год 13хв 35с) | 1,076            | 0,0175         | 1979          | Сіннот (Вояджер-1)            | Внутрішній |
| I       | Іо          |            | -1,7           | 3 643,2 (3660 × 3637 × 3631) | 8931900          | 421800              | +1,7627                   | 0,050            | 0,0041         | 1610          | Галілей                       | Галілеїв   |
| II      | Європа      |            | -1,4           | 3 121,6                      | 4799800          | 671100              | +3,5255                   | 0,470            | 0,0090         | 1610          | Галілей                       | Галілеїв   |
| III     | Ганімед     |            | -2,1           | 5 268,2                      | 14819000         | 1070400             | +7,1556                   | 0,200            | 0,0013         | 1610          | Галілей                       | Галілеїв   |
| IV      | Каллісто    |            | -1,2           | 4 820,6                      | 10759000         | 1882700             | +16,690                   | 0,192            | 0,0074         | 1610          | Галілей                       | Галілеїв   |
| XVIII   | Фемісто     |            | 13,3           | ≈ 9                          | ≈ 0,038          | 7398500             | +130,03                   | 43,8             | 0,340          | 1975/2000     | Коваль і Ремер/ Шепард та ін. | Фемісто    |
| XIII    | Леда        |            | 12,7           | 21,5                         | ≈ 0,52           | 11146400            | +240,93                   | 28,6             | 0,162          | 1974          | Коваль                        | Гімалія    |
| LXXI    | Ерса        |            | 16,0           | ≈ 3                          | ≈ 0,0014         | 11401000            | +249,23                   | 29,1             | 0,116          | 2018          | Шепард                        | Гімалія    |
| L !     | S/2018 J 2  |            | 16,5           | ≈ 3                          | ≈ 0,0014         | 11419700            | +249,92                   | 28,3             | 0,152          | 2018          | Шепард                        | Гімалія    |
| VI      | Гімалія     |            | 8,0            | 139,6 (150 × 120)            | 420              | 11440600            | +250,56                   | 28,1             | 0,160          | 1904          | Перрайн                       | Гімалія    |
| LXV     | Пандія      |            | 16,2           | ≈ 3                          | ≈ 0,0014         | 11481000            | +251,91                   | 29,0             | 0,179          | 2017          | Шепард                        | Гімалія    |
| X       | Лісітея     |            | 11,2           | 42,2                         | ≈ 3,9            | 11700800            | +259,20                   | 27,2             | 0,117          | 1938          | Ніколсон                      | Гімалія    |
| VII     | Елара       |            | 9,7            | 79,9                         | ≈ 27             | 11712300            | +259,64                   | 27,9             | 0,211          | 1905          | Перрайн                       | Гімалія    |
| I !     | S/2011 J 3  |            | 16,3           | ≈ 3                          | ≈ 0,0014         | 11716800            | +259,84                   | 27,6             | 0,192          | 2011          | Шепард                        | Гімалія    |
| LIII    | Дія         |            | 16,1           | ≈ 4                          | ≈ 0,0034         | 12260300            | +278,21                   | 29,0             | 0,232          | 2000          | Шепард та ін.                 | Гімалія    |
| N !     | S/2018 J 4  |            | 16,7           | ≈ 2                          | ≈ 0,00042        | 16328500            | +427,63                   | 50,2             | 0,177          | 2018          | Шепард                        | Карпо      |
| XLVI    | Карпо       |            | 16,2           | ≈ 3                          | ≈ 0,0014         | 17042300            | +456,29                   | 53,2             | 0,416          | 2003          | Шепард                        | Карпо      |
| LXII    | Валетудо    |            | 17,0           | ≈ 1                          | ≈ 0,000052       | 18694200            | +527,61                   | 34,5             | 0,217          | 2016          | Шепард                        | Валетудо   |
| XXXIV   | Евпоріе     |            | 16,3           | ≈ 2                          | ≈ 0,00042        | 19265800            | −550,69                   | 145,7            | 0,148          | 2001          | Шепард та ін.                 | Ананке     |
| LV      | S/2003 J 18 |            | 16,4           | ≈ 2                          | ≈ 0,00042        | 20336300            | −598,12                   | 145,3            | 0,090          | 2003          | Гледмен                       | Ананке     |
| LX      | Евфеме      |            | 16,6           | ≈ 2                          | ≈ 0,00042        | 20768600            | −617,73                   | 148,0            | 0,241          | 2003          | Шепард                        | Ананке     |
| Q !     | S/2021 J 3  |            | 17,2           | ≈ 2                          | ≈ 0,00042        | 20776700            | −618,33                   | 147,9            | 0,239          | 2021          | Шепард                        | Ананке     |
| LII     | S/2010 J 2  |            | 17,4           | ≈ 1                          | ≈ 0,000052       | 20793000            | −618,84                   | 148,1            | 0,248          | 2010          | Вейллет                       | Ананке     |
| LIV     | S/2016 J 1  |            | 17,0           | ≈ 1                          | ≈ 0,000052       | 20802600            | −618,49                   | 144,7            | 0,232          | 2016          | Шепард                        | Ананке     |
| XL      | Мнеме       |            | 16,3           | ≈ 2                          | ≈ 0,00042        | 20821000            | −620,07                   | 148,0            | 0,247          | 2003          | Шепард і Гледмен              | Ананке     |
| XXXIII  | Еванте      |            | 16,4           | ≈ 3                          | ≈ 0,0014         | 20827000            | −620,44                   | 148,0            | 0,239          | 2001          | Шепард та ін.                 | Ананке     |
| F !     | S/2003 J 16 |            | 16,3           | ≈ 2                          | ≈ 0,00042        | 20882600            | −622,88                   | 148,0            | 0,243          | 2003          | Гледмен                       | Ананке     |
| XXII    | Гарпаліке   |            | 15,9           | ≈ 4                          | ≈ 0,0034         | 20892100            | −623,32                   | 147,7            | 0,232          | 2000          | Шепард та ін.                 | Ананке     |
| XXXV    | Ортозіе     |            | 16,6           | ≈ 2                          | ≈ 0,00042        | 20901000            | −622,59                   | 144,3            | 0,299          | 2001          | Шепард та ін.                 | Ананке     |
| XLV     | Геліке      |            | 16,0           | ≈ 4                          | ≈ 0,0034         | 20915700            | −626,33                   | 154,4            | 0,153          | 2003          | Шепард                        | Ананке     |
| P !     | S/2021 J 2  |            | 17,3           | ≈ 1                          | ≈ 0,000052       | 20926600            | −625,14                   | 148,1            | 0,242          | 2021          | Шепард                        | Ананке     |
| XXVII   | Праксідіке  |            | 14,9           | 7                            | ≈ 0,018          | 20935400            | −625,39                   | 148,3            | 0,246          | 2000          | Шепард та ін.                 | Ананке     |
| LXIV    | S/2017 J 3  |            | 16,5           | ≈ 2                          | ≈ 0,00042        | 20941000            | −625,60                   | 147,9            | 0,231          | 2017          | Шепард                        | Ананке     |
| O !     | S/2021 J 1  |            | 17,3           | ≈ 1                          | ≈ 0,000052       | 20954700            | −627,14                   | 150,5            | 0,228          | 2021          | Шепард                        | Ананке     |
| E !     | S/2003 J 12 |            | 17,0           | ≈ 1                          | ≈ 0,000052       | 20963100            | −627,24                   | 150,0            | 0,235          | 2003          | Шепард                        | Ананке     |
| LXVIII  | S/2017 J 7  |            | 16,6           | ≈ 2                          | ≈ 0,00042        | 20964800            | −626,56                   | 147,3            | 0,233          | 2017          | Шепард                        | Ананке     |
| XLII    | Тельксіное  |            | 16,3           | ≈ 2                          | ≈ 0,00042        | 20976000            | −628,03                   | 150,6            | 0,228          | 2003          | Шепард, Гледмен та ін.        | Ананке     |
| XXIX    | Тіоне       |            | 15,8           | ≈ 4                          | ≈ 0,0034         | 20978000            | −627,18                   | 147,5            | 0,233          | 2001          | Шепард та ін.                 | Ананке     |
| A !     | S/2003 J 2  |            | 16,7           | ≈ 2                          | ≈ 0,00042        | 20997700            | -628,79                   | 150,2            | 0,225          | 2003          | Шепард                        | Ананке     |
| XII     | Ананке      |            | 11,7           | 29,1                         | ≈ 1,3            | 21034500            | −629,79                   | 147,6            | 0,237          | 1951          | Ніколсон                      | Ананке     |
| W !     | S/2022 J 3  |            | 17,4           | ≈ 1                          | ≈ 0,000052       | 21047700            | −630,67                   | 148,2            | 0,249          | 2022          | Шепард                        | Ананке     |
| XXIV    | Іокасте     |            | 15,5           | ≈ 5                          | ≈ 0,0065         | 21066700            | −631,59                   | 148,8            | 0,227          | 2000          | Шепард та ін.                 | Ананке     |
| XXX     | Герміппе    |            | 15,5           | ≈ 4                          | ≈ 0,0034         | 21108500            | −633,90                   | 150,2            | 0,219          | 2001          | Шепард та ін.                 | Ананке     |
| LXX     | S/2017 J 9  |            | 16,2           | ≈ 3                          | ≈ 0,0014         | 21768700            | −666,11                   | 155,5            | 0,200          | 2017          | Шепард                        | Ананке     |
| LVIII   | Філофросіне |            | 16,7           | ≈ 2                          | ≈ 0,00042        | 22604600            | −702,54                   | 146,3            | 0,229          | 2003          | Шепард                        | Пасіфе     |
| J !     | S/2016 J 3  |            | 16,7           | ≈ 2                          | ≈ 0,00042        | 22719300            | −713,64                   | 164,6            | 0,251          | 2016          | Шепард                        | Карме      |
| U !     | S/2022 J 1  |            | 17,0           | ≈ 1                          | ≈ 0,000052       | 22725200            | −738,33                   | 164,5            | 0,257          | 2022          | Шепард                        | Карме      |
| XXXVIII | Пазіфее     |            | 16,8           | ≈ 2                          | ≈ 0,00042        | 22846700            | −719,47                   | 164,6            | 0,270          | 2001          | Шепард та ін.                 | Карме      |
| LXIX    | S/2017 J 8  |            | 17,1           | ≈ 1                          | ≈ 0,000052       | 22849500            | −719,76                   | 164,8            | 0,255          | 2017          | Шепард                        | Карме      |
| T !     | S/2021 J 6  |            | 17,3           | ≈ 1                          | ≈ 0,000052       | 22870300            | −720,97                   | 164,9            | 0,271          | 2021          | Шепард та ін.                 | Карме      |
| H !     | S/2003 J 24 |            | 16,6           | ≈ 2                          | ≈ 0,00042        | 22887400            | −721,60                   | 164,5            | 0,259          | 2003          | Шепард та ін.                 | Карме      |
| XXXII   | Еврідоме    |            | 16,2           | ≈ 3                          | ≈ 0,0014         | 22899000            | −717,31                   | 149,1            | 0,294          | 2001          | Шепард та ін.                 | Пасіфе     |
| LVI     | S/2011 J 2  |            | 16,8           | ≈ 1                          | ≈ 0,000052       | 22909200            | −718,32                   | 151,9            | 0,355          | 2011          | Шепард                        | Пасіфе     |
| B !     | S/2003 J 4  |            | 16,7           | ≈ 2                          | ≈ 0,00042        | 22926500            | −718,10                   | 148,2            | 0,328          | 2003          | Шепард                        | Пасіфе     |
| XXI     | Халдене     |            | 16,0           | ≈ 4                          | ≈ 0,0034         | 22930500            | −723,71                   | 164,7            | 0,265          | 2000          | Шепард та ін.                 | Карме      |
| LXIII   | S/2017 J 2  |            | 16,4           | ≈ 2                          | ≈ 0,00042        | 22953200            | −724,71                   | 164,5            | 0,272          | 2017          | Шепард                        | Карме      |
| XXVI    | Ісоное      |            | 16,0           | ≈ 4                          | ≈ 0,0034         | 22981300            | −726,27                   | 164,8            | 0,249          | 2000          | Шепард та ін.                 | Карме      |
| V !     | S/2022 J 2  |            | 17,6           | ≈ 1                          | ≈ 0,000052       | 23013800            | −781,56                   | 164,7            | 0,265          | 2022          | Шепард                        | Карме      |
| R !     | S/2021 J 4  |            | 17,4           | ≈ 1                          | ≈ 0,000052       | 23019700            | −728,28                   | 164,6            | 0,265          | 2021          | Шепард                        | Карме      |
| XLIV    | Калліхоре   |            | 16,3           | ≈ 2                          | ≈ 0,00042        | 23021800            | −728,26                   | 164,8            | 0,252          | 2003          | Шепард                        | Карме      |
| XXV     | Еріноме     |            | 16,0           | ≈ 3                          | ≈ 0,0014         | 23032900            | −728,48                   | 164,4            | 0,276          | 2000          | Шепард та ін.                 | Карме      |
| XXXVII  | Кале        |            | 16,3           | ≈ 2                          | ≈ 0,00042        | 23052600            | −729,64                   | 164,6            | 0,262          | 2001          | Шепард та ін.                 | Карме      |
| LVII    | Ейрене      |            | 15,8           | ≈ 4                          | ≈ 0,0034         | 23055800            | −729,84                   | 164,6            | 0,258          | 2003          | Шепард                        | Карме      |
| XXXI    | Етне        |            | 16,0           | ≈ 3                          | ≈ 0,0014         | 23064400            | −730,10                   | 164,6            | 0,277          | 2001          | Шепард та ін.                 | Карме      |
| XLVII   | Евкеладе    |            | 16,0           | ≈ 4                          | ≈ 0,0034         | 23067400            | −730,30                   | 164,6            | 0,277          | 2003          | Шепард                        | Карме      |
| XLIII   | Архе        |            | 16,2           | ≈ 3                          | ≈ 0,0014         | 23097800            | −731,88                   | 164,6            | 0,261          | 2002          | Шепард                        | Карме      |
| XX      | Тайгете     |            | 15,6           | ≈ 5                          | ≈ 0,0065         | 23108000            | −732,45                   | 164,7            | 0,253          | 2000          | Шепард та ін.                 | Карме      |
| K !     | S/2016 J 4  |            | 17,3           | ≈ 1                          | ≈ 0,000052       | 23113800            | −727,01                   | 147,1            | 0,294          | 2016          | Шепард                        | Пасіфе     |
| LXXII   | S/2011 J 1  |            | 16,7           | ≈ 2                          | ≈ 0,00042        | 23124500            | −733,21                   | 164,6            | 0,271          | 2011          | Шепард                        | Карме      |
| XI      | Карме       |            | 10,6           | 46,7                         | ≈ 5,3            | 23144400            | −734,19                   | 164,6            | 0,256          | 1938          | Ніколсон                      | Карме      |
| L       | Герсе       |            | 16,5           | ≈ 2                          | ≈ 0,00042        | 23150500            | −734,52                   | 164,4            | 0,262          | 2003          | Гледмен та ін.                | Карме      |
| LXI     | S/2003 J 19 |            | 16,6           | ≈ 2                          | ≈ 0,00042        | 23156400            | −734,78                   | 164,7            | 0,265          | 2003          | Гледмен                       | Карме      |
| LI      | S/2010 J 1  |            | 16,5           | ≈ 2                          | ≈ 0,00042        | 23189800            | −736,51                   | 164,5            | 0,252          | 2010          | Джейкобсон та ін.             | Карме      |
| C !     | S/2003 J 9  |            | 16,9           | ≈ 1                          | ≈ 0,000052       | 23199400            | −736,86                   | 164,8            | 0,263          | 2003          | Шепард                        | Карме      |
| LXVI    | S/2017 J 5  |            | 16,5           | ≈ 2                          | ≈ 0,00042        | 23206200            | −737,28                   | 164,8            | 0,257          | 2017          | Шепард                        | Карме      |
| LXVII   | S/2017 J 6  |            | 16,6           | ≈ 2                          | ≈ 0,00042        | 23245300            | −733,99                   | 149,7            | 0,336          | 2017          | Шепард                        | Пасіфе     |
| XXIII   | Каліке      |            | 15,4           | 6,9                          | ≈ 0,017          | 23302600            | −742,02                   | 164,8            | 0,260          | 2000          | Шепард та ін.                 | Карме      |
| XXXIX   | Гегемоне    |            | 15,9           | ≈ 3                          | ≈ 0,0014         | 23348700            | −739,81                   | 152,6            | 0,358          | 2003          | Шепард                        | Пасіфе     |
| M !     | S/2018 J 3  |            | 17,3           | ≈ 1                          | ≈ 0,000052       | 23400300            | −747,02                   | 164,9            | 0,268          | 2018          | Шепард                        | Карме      |
| S !     | S/2021 J 5  |            | 16,8           | ≈ 2                          | ≈ 0,00042        | 23414600            | −747,74                   | 164,9            | 0,272          | 2021          | Шепард та ін.                 | Карме      |
| VIII    | Пасіфе      |            | 10,1           | 57,8                         | ≈ 10             | 23468200            | −743,61                   | 148,4            | 0,412          | 1908          | Мелотт                        | Пасіфе     |
| XXXVI   | Спонде      |            | 16,7           | ≈ 2                          | ≈ 0,00042        | 23543300            | −748,29                   | 149,3            | 0,322          | 2001          | Шепард та ін.                 | Пасіфе     |
| D !     | S/2003 J 10 |            | 16,9           | ≈ 2                          | ≈ 0,00042        | 23576300            | −755,43                   | 164,4            | 0,264          | 2003          | Шепард                        | Карме      |
| XIX     | Мегакліте   |            | 15,0           | ≈ 5                          | ≈ 0,0065         | 23644600            | −752,86                   | 149,8            | 0,421          | 2000          | Шепард та ін.                 | Пасіфе     |
| XLVIII  | Кіллене     |            | 16,3           | ≈ 2                          | ≈ 0,00042        | 23654700            | −751,97                   | 146,8            | 0,419          | 2003          | Шепард                        | Пасіфе     |
| IX      | Сінопе      |            | 11,1           | 35                           | ≈ 2,2            | 23683900            | −758,85                   | 157,3            | 0,264          | 1914          | Ніколсон                      | Пасіфе     |
| LIX     | S/2017 J 1  |            | 16,8           | ≈ 2                          | ≈ 0,00042        | 23744800            | −756,41                   | 145,8            | 0,328          | 2017          | Шепард                        | Пасіфе     |
| XLI     | Аойде       |            | 15,6           | ≈ 4                          | ≈ 0,0034         | 23778200            | −761,42                   | 155,7            | 0,436          | 2003          | Шепард                        | Пасіфе     |
| XXVIII  | Автоное     |            | 15,5           | ≈ 4                          | ≈ 0,0034         | 23792500            | −761,00                   | 150,8            | 0,330          | 2001          | Шепард та ін.                 | Пасіфе     |
| XVII    | Каллірое    |            | 14,0           | 9,6                          | ≈ 0,046          | 23795500            | −758,87                   | 145,1            | 0,297          | 1999          | Скотті та ін.                 | Пасіфе     |
| G !     | S/2003 J 23 |            | 16,6           | ≈ 2                          | ≈ 0,00042        | 23829300            | −760,00                   | 144,7            | 0,313          | 2003          | Шепард                        | Пасіфе     |
| XLIX    | Коре        |            | 16,6           | ≈ 2                          | ≈ 0,00042        | 24205200            | −776,76                   | 141,5            | 0,328          | 2003          | Шепард                        | Пасіфе     |